# Orthoporus
Orthoporus är ett släkte av mångfotingar. Orthoporus ingår i familjen Spirostreptidae.

## Dottertaxa tillOrthoporus, i alfabetisk ordning[1]
- Orthoporus absconsus
- Orthoporus acanthethus
- Orthoporus ampussis
- Orthoporus araguayensis
- Orthoporus asper
- Orthoporus bidens
- Orthoporus bisulcatus
- Orthoporus bobos
- Orthoporus boreus
- Orthoporus brasiliensis
- Orthoporus caelatus
- Orthoporus canalis
- Orthoporus capucinus
- Orthoporus cayennophilus
- Orthoporus chihuanus
- Orthoporus chiriquensis
- Orthoporus cienegonus
- Orthoporus clavicollis
- Orthoporus cluniculus
- Orthoporus cobanus
- Orthoporus comminutus
- Orthoporus conifer
- Orthoporus cordovanus
- Orthoporus diaporoides
- Orthoporus discriminans
- Orthoporus dybasi
- Orthoporus esperanzae
- Orthoporus etholax
- Orthoporus euthus
- Orthoporus extensus
- Orthoporus festae
- Orthoporus flavior
- Orthoporus foliatus
- Orthoporus fraternus
- Orthoporus gaigei
- Orthoporus gracilior
- Orthoporus guerreronus
- Orthoporus haitiensis
- Orthoporus heterogona
- Orthoporus hoctunicolens
- Orthoporus kiemi
- Orthoporus leius
- Orthoporus leonicus
- Orthoporus lomonti
- Orthoporus luchilicolens
- Orthoporus margarites
- Orthoporus mimus
- Orthoporus montezumae
- Orthoporus mundus
- Orthoporus nesiotes
- Orthoporus nodosus
- Orthoporus omalopage
- Orthoporus ornatus
- Orthoporus palmensis
- Orthoporus paxillicauda
- Orthoporus poculifer
- Orthoporus punctatissimus
- Orthoporus reimoseri
- Orthoporus rodriguezi
- Orthoporus rugiceps
- Orthoporus salvadoricus
- Orthoporus sanctus
- Orthoporus sculpturatus
- Orthoporus solicolens
- Orthoporus striatulus
- Orthoporus tabulinus
- Orthoporus teapensis
- Orthoporus tehuacanus
- Orthoporus texicolens
- Orthoporus tizamensis
- Orthoporus torreonus
- Orthoporus triquetrus
- Orthoporus trisulcatus
- Orthoporus walkeri
- Orthoporus vialis
- Orthoporus zizicolens